# Астана Бандара
Астана Бандара (*бл. 1595 — 1604/1605) — 5-й магараджа Канді у 1604 році.

## Життєпис
Походив з династії Дінаджара. Син Вімаладгармасур'ї I та Кусумасанадеві (доньки магараджі Караліядде Бандари). Народився близько 1595 року. На початку 1604 року після смерті батька успадкував трон. З огляду на малий вік регентом став його стрийко Сенарат, який невдовзі одружився з Кусумасанадеві. Після народження у них сина в наприкінці 1604 або на початку 1605 року Сенарат наказав таємнно втопити Астану Бандару в річці Махавелі, а сам захопив трон.